# Ben Dolic
Benjamin Dolic (født 4. maj 1997) er en slovensk sanger, der skulle have repræsenteret Tyskland ved Eurovision Song Contest 2020 i Rotterdam, der imidlertid blev aflyst på grund af COVID-19-pandemien.
I en alder af tolv deltog Dolic i det slovenske talentudvalg Slovenija ima talent. Her nåede han semifinalen. Da han var på gymnasiet, blev han en del af D Base gruppen. Med denne gruppe deltog han i den slovenske indledende runde af Eurovision Song Contest 2016. I 2018 deltog Dolic i den ottende sæson af The Voice of Germany (Tysklands Stemme).